# Piper viachicoense
Piper viachicoense är en pepparväxtart som beskrevs av Truman George Yuncker. Piper viachicoense ingår i släktet Piper och familjen pepparväxter. Inga underarter finns listade i Catalogue of Life.